# トマ＝アレクサンドル・デュマ
トマ＝アレクサンドル・デュマ（Thomas-Alexandre Davy de la Pailleterie dit Dumas, 1762年3月25日 - 1806年2月26日）は、フランスの軍人。『モンテ・クリスト伯』などの作品で有名な19世紀の文豪作家のアレクサンドル・デュマ・ペール（大デュマ）の父親。大デュマの作品には父をモデルにした人物が数多く登場する。フランスの植民地ハイチでフランス貴族と黒人奴隷の間に生まれ、フランス革命とナポレオン戦争で武勲をたて、フランス軍で「有色人種」初の将軍にまで昇りつめた英雄。アレックス・デュマとも表記される。

## 生涯
仏領サン＝ドマング（現ハイチ）で、アレクサンドル＝アントワーヌ・ダヴィ・ド・ラ・パイユトリー侯爵と黒人奴隷女性マリー・セゼットの間に生まれ、トマ＝アレクサンドルと名づけられる。父親は当地でコーヒーとカカオのプランテーションを経営していた。母のマリーは奴隷のために姓がなかったが、農場を切り盛りしていたため「農家のマリー(Marie du mas)」と呼ばれており、「農家の」にあたる「du mas」をつなげた「Dumas」を姓として用いるようになった。
母の死後、他の3人の兄弟とともに実の父に奴隷として売り飛ばされたが、トマは父がフランスに帰国すると買い戻されてフランスに呼び寄せられ、私生児として認知された。ノルマンディーからパリ郊外に移り住んだ父に伴い、その地で高等教育を受けた。そのとき、同じくムラートのジョゼフ・ブローニュ・シュヴァリエ・ド・サン＝ジョルジュからフェンシングを習っている。父親の財力のおかげで20代前半までは優雅な暮らしを楽しんだ。
その後、成長したトマ＝アレクサンドルは美丈夫として社交界の話題を集めたが、父と別の女奴隷との結婚に反対したため父からの援助が打ち切られた。そこでフランス陸軍に一兵卒として入隊するものの、貴族の家系である父は息子の一兵卒での入隊に反対した。そのため、以後、母の姓である Dumas を名乗り、アレクサンドル・デュマと称するようになった。

### 軍人として
ルイ16世に竜騎兵として仕え、フランス革命勃発後、オルレアン公爵家の城下町であるヴィレール・コトレへ治安維持のために派遣されたトマ＝アレクサンドルは町の有力者の娘・マリー＝ルイーズ＝エリザベート・ラブーレと恋仲になり、1792年に結婚した。
国王軍から革命軍へ転じ、数々の武勲をあげ、陸軍中将にまで昇進する。しかし、ナポレオン・ボナパルトと共にエジプト遠征に従軍していた際、エジプト遠征を「ナポレオンの個人的野心に基づくもの」と批判したため、ナポレオンとの関係が悪化し、フランスに帰国することとなった。しかし、乗った船が嵐にあって、ナポリ王国まで流され、ナポリ王国で、彼は現地の軍隊に捕虜として捕らえられ、2年間にわたって監禁された。その間、食事に砒素が混入されたため、1801年に解放されたときには心身ともに衰弱していたという。
その後、妻の実家のあるヴィレール・コトレで静養したトマ＝アレクサンドルは軍隊への復帰を申し出たが、1802年5月29日、白人と黒人の混血（ムラート）であることを理由に陸軍から追放される。ナポレオンが布いた人種差別政策に基づくものだが、もともと軍隊の規律になじまない自由闊達なトマ＝アレクサンドルの性格にナポレオンは手を焼いており、心身の衰弱にかこつけて体よく軍隊から追い出したというのが真相のようである。1806年2月26日、静養先のヴィレール・コトレで死去した。なお、ナポレオンはトマ＝アレクサンドルの未亡人の終身年金下付の請願を拒否しており、残された妻子は困窮した生活を余儀なくされた。